# Französische Badmintonmeisterschaft 1951
Die Französische Badmintonmeisterschaft 1951 fand in Thonon-les-Bains statt. Es war die zweite Austragung der nationalen Titelkämpfe im Badminton in Frankreich. Bronze im Herreneinzel gewannen Michel Le Renard und Bernard Minet.

## Finalergebnisse
| Disziplin    | Sieger                           | Finalist                   | Ergebnis          |
| ------------ | -------------------------------- | -------------------------- | ----------------- |
| Herreneinzel | Paul Ailloud                     | Emile Maillot              | 15-11, 15-6       |
| Dameneinzel  | Noëlle Ailloud                   | Lachat                     | 11-5, 11-1        |
| Herrendoppel | Michel Le Renard Maurice Mathieu | Paul Ailloud Emile Maillot | 15-11, 18-14      |
| Damendoppel  | nicht ausgetragen                | nicht ausgetragen          | nicht ausgetragen |
| Mixed        | Michel Le Renard Noëlle Ailloud  | Paul Ailloud Minet         | w.o.              |